# Base aerea di Aviano
L'aeroporto di Aviano (in inglese: Aviano Air Base o semplicemente Aviano AB) è un'infrastruttura militare italiana utilizzata dall'USAF, l'aeronautica militare statunitense. Si trova nel comune di Aviano, in Friuli-Venezia Giulia, ai piedi delle Prealpi Carniche, circa 15 chilometri a nord di Pordenone. Nella base ha sede il 31st Fighter Wing dell'aeronautica militare statunitense, a sua volta parte dell'USAFE (United States Air Forces in Europe). La base, dal 1992 al 1º novembre del 2005, fu anche il quartier generale della Sixteenth Air Force, ora situata alla base aerea di Ramstein in Germania.
L'Aeronautica Militare ha il comando dell'aeroporto "Pagliano e Gori" di Aviano, per "garantire la sovranità nazionale e sovrintendere all'applicazione degli accordi bilaterali relativi alla presenza di reparti USAF rischierati sulla base" ed in base al Decreto ministeriale del 25 gennaio 2008 pubblicato sulla Gazzetta Ufficiale del 7 marzo 2008 l'aeroporto è classificato come MOB (Main Operating Base) del primo gruppo e come tale effettua esclusivamente attività militari, non essendo aperto al traffico commerciale.
Dal settembre 2019 comandante è il colonnello pilota dell'AMI Luca Crovatti.

## Storia
Quello di Aviano è uno dei più vecchi aeroporti militari italiani: venne infatti realizzato per le nascenti forze aeronautiche militari del Regno d'Italia nel 1911. Già nel 1910, a poca distanza, in località Comina, alla periferia di Pordenone, era sorta la prima scuola civile italiana di aviazione. Constatata l'esigenza di creare una nuova scuola di volo, dopo Centocelle, lo Stato Maggiore dell'Esercito decise di utilizzare le praterie di Aviano, caratterizzate da terreno pianeggiante, assenza di ostacoli e ottime condizioni atmosferiche quale sede del nuovo aeroporto. Con lo sviluppo dell'aeroporto militare, la Comina, dove si costruivano anche pezzi per aeroplani, divenne una dipendenza dell'aeroporto di Aviano.

### Prima guerra mondiale
Dal dicembre 1914 al 21 maggio 1915 era sede della 3ª Squadriglia da ricognizione e combattimento.
Durante la Prima guerra mondiale, l'Italia utilizzò l'aeroporto di Aviano (insieme con quello della Comina) come base delle Squadriglie da bombardamento, alle dipendenze del Comando Battaglione Aviatori di Pordenone e dotate di velivoli Caproni Ca300 e Ca450. La posizione strategica ne fece la base principale per le missioni contro le forze austro-germaniche che combattevano sul Cadore, sul fronte dell'Isonzo, con azioni che si spinsero fino a Lubiana (febbraio 1916) e Pola (agosto 1917).
Dal 1º novembre 1915 era sede della 2ª Squadriglia che nell'ambito della Battaglia di Caporetto ripiega alla fine di ottobre 1917, dal 2 novembre della 3ª Squadriglia che ripiega il 31 ottobre 1917, dal 15 dicembre della 4ª Squadriglia che ripiega il 1º novembre 1917, dal 18 dicembre era la sede della 6ª Squadriglia che ripiega il 31 ottobre 1917, dal 12 gennaio 1916 della 7ª Squadriglia che ripiega il 31 ottobre 1917 e dal 10 aprile 1917 della 15ª Squadriglia da bombardamento Caproni fino al 26 settembre.
Alla fine di ottobre del 1917, con la disfatta di Caporetto, gli Austro-Ungarici occuparono tutto il territorio fino al fiume Piave e presero possesso dell'aeroporto. Da esso partivano gli aerei austriaci diretti a bombardare, spesso di notte, le città italiane. Nei pressi dell'aeroporto medesimo, vicino a Forcate, di notte atterrava la medaglia d'oro Camillo De Carlo che, assieme al fido Giovanni Bottecchia (fratello del ciclista Ottavio Bottecchia), ebbe un ruolo determinante, al fine di spiare i movimenti delle truppe poco prima della Battaglia del solstizio (giugno 1918). Gli equipaggi e gli aerei italiani efficienti vennero trasferiti sugli aeroporti intorno a Padova e Abano Terme. Durante il conflitto, nell'arco del 1917, si distinsero due aviatori italiani, il capitano Maurizio Pagliano e il tenente Luigi Gori, che con l'osservatore/navigatore Barbarisi condussero un'incursione non autorizzata contro i cantieri navali austriaci di Pola in Istria.
Tale azione venne ripetuta da Pagliano e Gori nell'agosto del 1917, con a bordo Gabriele D'Annunzio in persona. Con il poeta i due aviatori effettuarono innumerevoli azioni, tanto da essere ricordati nel Notturno come "l'eroica coppia alata". Il loro destino si compì il 30 dicembre del 1917, quando furono abbattuti vicino a Susegana (TV) dall'asso austro-ungarico Benno Fiala von Fernbrugg. In loro onore, su suggerimento di D'Annunzio, nel 1919 il nome della base venne cambiato in aeroporto "Pagliano e Gori"; nel punto dove essi caddero vi è ora un piccolo monumento, che ne ricorda la tragica fine. A dicembre 1918 arriva il II Gruppo (poi 2º Gruppo volo) fino al 13 febbraio 1919 ed alla fine del 1919 vi si sposta la 59ª Squadriglia.
Nel luglio del 1921 fu ricostituito all'aeroporto il VI Gruppo aeroplani da caccia (6º Gruppo caccia).
Nel 1923, con l'istituzione della Regia Aeronautica l'aeroporto venne espanso diventando sede della 81ª Squadriglia aeroplani e nel 1937 divenne la base del 16º Stormo da bombardamento.

### Seconda guerra mondiale
Sia prima che durante la seconda guerra mondiale l'aeroporto ebbe un enorme sviluppo, con la costruzione di nuove palazzine e nuovi hangar (tuttora visibili). Erano presenti due piste di volo, una per il gruppo operativo e una per la scuola bombardamento. Molti nomi che poi scrissero la storia dell'aeronautica passarono da Aviano per effettuare la transizione sul velivolo S.M.-79 (il Gobbo maledetto). Dopo l'armistizio dell'8 settembre sia la Aviazione Nazionale Repubblicana (ANR) sia quella tedesca, la Luftwaffe, effettuarono missioni dall'aeroporto "Pagliano e Gori", per contrastare i bombardieri alleati, in rotta tra le basi della Puglia e la Germania. Identificato come obiettivo, il "Pagliano e Gori" fu pesantemente bombardato dagli alleati, fino a renderlo inutilizzabile.
Negli ultimi periodi, per carenza di piloti, vennero utilizzati dai tedeschi aviatori italiani, spesso centrati in volo dagli aerei americani, superiori per numero e potenza di fuoco. Le forze britanniche catturarono la base nel 1945 per impiegarla operativamente fino al 1947, quando il 51º Stormo dell'Aeronautica Militare riprese a volare da questo aeroporto. La base negli anni cinquanta fu notevolmente ridimensionata e una parte di essa venne ceduta all'Esercito Italiano, che vi installò il 132º Reggimento carristi e intitolò la caserma alla medaglia d'oro Salvatore Zappalà.

### Base NATO

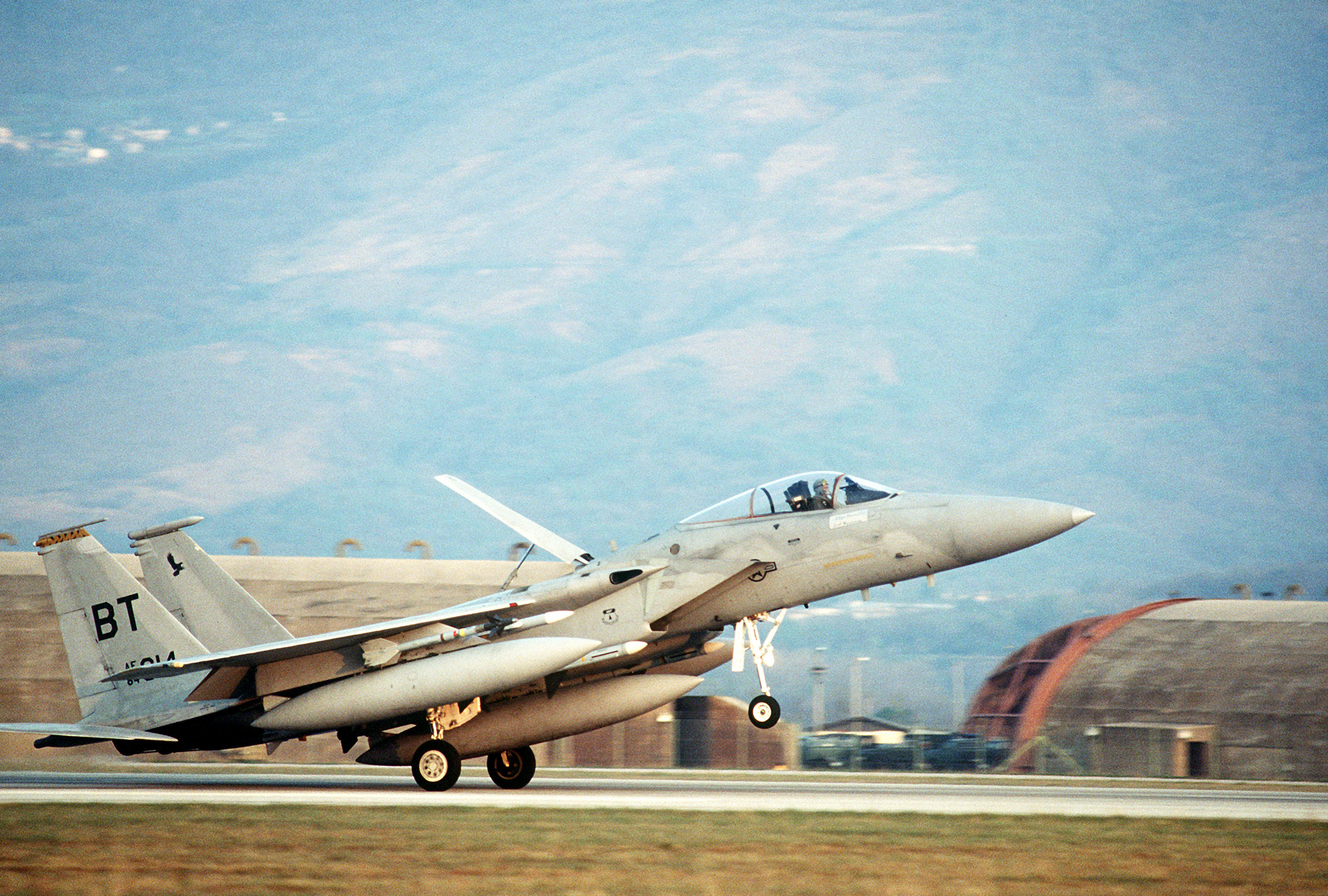
Un F-15C torna alla base di Aviano durante l'Operazione Deny Flight

Nel 1954, il governo statunitense e quello italiano firmarono un accordo (Status of Forces Agreement) per l'utilizzo congiunto della base che divenne così una base NATO. Il quartier generale della United States Air Forces in Europe ufficialmente attivava il campo aeronautico il 15 febbraio del 1955. Negli anni dal 1950 al 1990, Aviano ospitava a rotazione squadriglie di caccia, in supporto dei compiti assegnati alla NATO e dei dispiegamenti dell'Air Force con compiti di esercitazione nell'impiego delle armi. Durante lo stesso periodo la base è stata un avamposto nello scacchiere centro-meridionale orientale dell'Europa. L'unico aeromobile civile autorizzato a farvi scalo era quello delle Industrie Zanussi, la cui presidenza fino ai primi anni Ottanta era locata a Pordenone, a pochi chilometri di distanza.
Durante gli anni dal 1990 al 2005 e poi nel 2011 per le operazioni libiche la base ha ospitato aerei radar Airborne Warning and Control System (di pattuglia sul mare Adriatico), intercettori F-16 con il compito di difendere la base e l'Italia settentrionale, "gun-ship" montate su aerei da trasporto Hercules C-130, caccia-bombardieri F-15 e aerei controcarro A-10 e A-6 che hanno svolto compiti di bombardamento strategico e tattico contro la Serbia nel 1999 (vedasi più sotto le voci relative alle operazioni Allied Force e Deliberate Force) e come prima citato nel 2011 in Libia.

### Disastro di Cavalese
Il 3 febbraio del 1998, un aereo da guerra elettronica Grumman EA-6B Prowler dei Marines, decollato dalla base aerea di Aviano, durante una missione di addestramento a bassa quota, a causa di una condotta negligente da parte del pilota, ha reciso il cavo di una funivia sulle Alpi nei pressi di Cavalese (TN), causando 20 morti.

## Unità statunitensi nella base
Attualmente Aviano ospita il 31st Fighter Wing (31 FW), che forma parte della United States Air Forces in Europe, uno dei maggiori comandi dell'USAF e anche la componente aerea dello United States European Command, uno degli Unified Combatant Command del Department of Defense.
Il 31 FW include un gruppo di manutenzione, un gruppo di supporto missione, un gruppo medico e un gruppo operativo (OG).
Gli squadroni operativi di caccia del 31 OG sono:
510th Fighter Squadron "Buzzards"
555th Fighter Squadron "Triple Nickel"
Entrambi equipaggiati con cacciabombardieri F-16CM Fighting Falcon Block 40, con il contrassegno (tail code) "AV".
La missione corrente delle forze USAF in Aviano è quella di condurre operazioni regionali e in spedizione seguendo ordini della NATO, del Supreme Allied Commander Europe (SACEUR) (Comandante supremo alleato in Europa), oppure ordini nazionali.

## Presenza di armi atomiche
Secondo un rapporto statunitense del Natural Resources Defence Council, nella base di Aviano, secondo il concetto NATO di condivisione nucleare, sarebbero conservate 50 bombe atomiche B61-4 di potenza variabile tra 45 e 107 chilotoni. L'aggiornamento di sicurezza di Aviano AB indica che il numero di armi nucleari operative volte a deposito presso la base potrebbe essere stato ridotto e le bombe B61 ridotte da 50 a 25-35. Tutti i numeri e specifiche riportate, data la segretezza del soggetto, sono comunque da considerarsi speculative.

## Presidenti USA alla base
La base Nato è stata visitata da due presidenti degli Stati Uniti: Da Bill Clinton il giorno 29 luglio 1999 (tra l'altro cenò in un ristorante, posto nel paese di Dardago, ai piedi delle Prealpi Carniche) e da George W. Bush negli anni del suo secondo mandato.